# Out the Gate
Out the Gate è il primo album del rapper statunitense Termanology in collaborazione con DC the Midi Alien, accreditato semplicemente come DC, che produce tutte le tracce. Pubblicato il 27 gennaio del 2006, l'album è distribuito dalla ST Records.

## Tracce
1. Statik Selektah Intro – 1:01 (musica: DC the Midi Alien)
2. This is Hip-Hop – 4:07 (musica: DC the Midi Alien)
3. Motion Picture – 3:42 (musica: DC the Midi Alien)
4. 22 Years – 4:33 (musica: DC the Midi Alien)
5. Welcome 2 the Hood (featuring Krumbsnatcha and Hectic of ST) – 4:41 (musica: DC the Midi Alien)
6. Out the Gate (featuring ST Da Squad) – 3:36 (musica: DC the Midi Alien)
7. Brotherly Love (featuring Easy Money (Ed Rock) of ST and Snuk of ST) – 4:01 (musica: DC the Midi Alien)
8. Circle of Life (featuring Lee Wilson) – 5:22 (musica: DC the Midi Alien)
9. When We Were Kids (featuring Akrobatik and Jordan) – 2:37 (musica: DC the Midi Alien)
10. Baby (featuring Lee Wilson) – 3:45 (musica: DC the Midi Alien)
11. My Life (featuring L Da Headtoucha) – 4:33 (musica: DC the Midi Alien)
12. Ain't Gotta Be Rich To Ball (featuring Shells and Snuk of ST) – 4:37 (musica: DC the Midi Alien)
13. Mommy, Daddy, Grandma – 4:16 (musica: DC the Midi Alien)
14. Never Be the Same (featuring Easy Money (Ed Rock) of ST, Snuk of ST, and Checkmark) – 4:26 (musica: DC the Midi Alien)
15. Takin’ You With Me – 1:52 (musica: DC the Midi Alien)
16. Ain’t Fuckin’ With Me (featuring Prospect) – 2:45 (musica: DC the Midi Alien)
17. Ready (featuring Esoteric and Guttamouf) – 3:54 (musica: DC the Midi Alien)
18. P-N-C Outro – 4:40 (musica: DC the Midi Alien)
19. The Anthem – 3:58 (musica: DC the Midi Alien)

Durata totale: 72:26